# 2017年夏季世界大學運動會高爾夫比賽
2017年夏季世界大學運動會高爾夫比賽於2017年8月24日至8月27日在揚昇高爾夫鄉村俱樂部舉行。因天氣原因，所有四個小項的最後一輪比賽均被取消，所有小項的最終成績均為前三輪比賽成績的總和。

## 參賽國家/地區
- 阿根廷（4）
- 奥地利（3）
- 加拿大（6）
- 中华台北（6）
- 哥伦比亚（1）
- 捷克（4）
- 法国（6）
- 德国（1）
- 英国（3）
- 中国香港（6）
- 匈牙利（2）
- 以色列（1）
- 意大利（6）
- 日本（6）
- （4）
- 列支敦士登（3）
- 马来西亚（6）
- 墨西哥（6）
- 蒙古（2）
- 荷兰（2）
- 菲律宾（3）
- 波兰（6）
- 葡萄牙（1）
- 俄罗斯（6）
- 塞尔维亚（3）
- 斯洛伐克（2）
- 斯洛文尼亚（1）
- 南非（3）
- 韩国（6）
- 瑞士（6）
- 泰国（6）
- 美国（5）
- 津巴布韦（1）

## 獎牌榜
*   主辦國家／地區
| 排名 | 国家／地区 | 金牌 | 银牌 | 铜牌 | 總數 |
| ---- | ---------- | ---- | ---- | ---- | ---- |
| 1    | 美国       | 2    | 0    | 0    | 2    |
| 2    | 日本       | 1    | 1    | 0    | 2    |
| 2    | 墨西哥     | 1    | 1    | 0    | 2    |
| 4    | 中华台北   | 0    | 3    | 3    | 6    |
| 5    | 韩国       | 0    | 0    | 1    | 1    |
| 總計 | 總計       | 4    | 5    | 4    | 13   |

## 獲勝者
| 項目              | 金牌                                                                           | 银牌                                                                                        | 铜牌                                            |
| 男子個人 （詳細） | Raul Pereda De La Huerta（墨西哥）                                             | 比嘉一貴（日本）                                                                            | 俞俊安（中华台北） 劉永華（中华台北）           |
| 男子團體 （詳細） | 日本（JPN） · 比嘉一貴 · 金野大喜 · 金谷拓実                                   | 墨西哥（MEX） · Luis Gerardo Garza Morfin · Alvaro Ortiz Becerra · Raul Pereda De La Huerta | 中华台北（TPE） · 俞俊安 · 劉永華 · 賴嘉一      |
| 女子個人 （詳細） | Mariel Lancy Galdiano（美国）                                                  | 陳萱（中华台北） 侯羽桑（中华台北）                                                         | 未頒發                                          |
| 女子團體 （詳細） | 美国（USA） · Mariel Lancy Galdiano · Emilee Ann Hoffman · Andrea Yu Kyung Lee | 中华台北（TPE） · 陳萱 · 侯羽桑 · 陳之敏                                                    | 韩国（KOR） · An Subin · Kim Ahin · Kim Chaebin |

## 外部連結
- 2017年夏季世界大學運動會－高爾夫（页面存档备份，存于）